# Freeway
Leslie Edward Pridgen, bardziej znany jako Freeway (ur. 24 marca 1975 w Filadefii) – amerykański raper. Najbardziej znany ze swoich powiązań z Jay-Z oraz Beanie Sigel'em. W 2009 roku rozpoczął pracę w wytwórni Cash Money Records.

## Dyskografia

### Albumy
- 2003: Philadelphia Freeway
- 2007: Free at Last
- 2009: Philadelphia Freeway 2
- 2010: The Stimulus Package
- 2010: The Roc Boys (ft. Beanie Sigel)

### Mixtape'y
- 2010: Freelapse

### Single
- 2002: Line 'Em Up (feat. Young Chris)
- 2002: What We Do (feat. Jay-Z & Beanie Sigel)
- 2003: Flipside (feat. Peedi Crakk)
- 2003: Alright (feat. Allen Anthony)
- 2005: Where U Been (feat. DMX)
- 2007: Roc-A-Fella Billionaires (feat. Jay-Z)
- 2007: Take It To The Top  (feat. 50 Cent)
- 2007: Still Got Love
- 2007: It's Over
- 2007: Step Back (feat. Lil Wayne)
- 2007: Lights Get Low  (feat. Rick Ross)
- 2008: How We Ride
- 2008: The Truth
- 2008: Reparations (feat. Lloyd Banks)
- 2009: When I Die (feat. James Blunt)
- 2009: Rap Money  (feat. Thee Tom Hardy & Young Chris)
- 2009: Finally Free
- 2010: Know What I Mean
- 2010: She Makes Me Feel Alright